# Eczacıbaşı Spor Kulübü 2016-2017 (pallavolo femminile)
Questa voce raccoglie le informazioni riguardanti l'Eczacıbaşı Spor Kulübü nelle competizioni ufficiali della stagione 2016-2017.

## Organigramma societario
Area direttiva
- Presidente: Faruk Eczacıbaşı

Area tecnica
- Allenatore: Massimo Barbolini
- Allenatore in seconda: Alper Hamurcu
- Assistente allenatore: Yunus Öçal
- Scoutman: Artun Aksan

## Rosa
| N° | Nome              | Ruolo | Data di nascita   | Nazionalità sportiva |
| -- | ----------------- | ----- | ----------------- | -------------------- |
| 1  | Mısra Aşçı        | P     | 26 gennaio 1998   | Turchia              |
| 2  | Gülden Kayalar    | L     | 5 dicembre 1980   | Turchia              |
| 3  | Tijana Bošković   | O     | 8 marzo 1997      | Serbia               |
| 5  | Simge Aköz        | L     | 23 aprile 1991    | Turchia              |
| 6  | Thaísa de Menezes | C     | 15 maggio 1987    | Brasile              |
| 6  | Aybüke Özdemir    | C     | 15 giugno 1996    | Turchia              |
| 7  | Hande Baladın     | S     | 11 settembre 1997 | Turchia              |
| 8  | Rachael Adams     | C     | 3 giugno 1990     | Stati Uniti          |
| 9  | Büşra Cansu       | C     | 16 luglio 1990    | Turchia              |
| 10 | Jordan Larson     | S     | 16 ottobre 1986   | Stati Uniti          |
| 11 | Nilay Benli       | P     | 24 ottobre 1985   | Turchia              |
| 14 | Gözde Yılmaz      | S     | 9 settembre 1991  | Turchia              |
| 15 | Tat'jana Košeleva | S     | 23 dicembre 1988  | Russia               |
| 16 | Ceylan Arısan     | C     | 1º gennaio 1994   | Turchia              |
| 17 | Neslihan Demir    | O     | 9 dicembre 1983   | Turchia              |
| 18 | Maja Ognjenović   | P     | 6 agosto 1984     | Serbia               |

## Statistiche

### Statistiche di squadra
| Competizione             | Punti | In casa | In casa | In casa | In trasferta | In trasferta | In trasferta | Totale | Totale | Totale |
| Competizione             | Punti | G       | V       | P       | G            | V            | P            | G      | V      | P      |
| ------------------------ | ----- | ------- | ------- | ------- | ------------ | ------------ | ------------ | ------ | ------ | ------ |
| Sultanlar Ligi           | 54,87 | 14      | 10      | 4       | 14           | 10           | 4            | 28     | 20     | 8      |
| Coppa di Turchia         | -     | 0       | 0       | 0       | 0            | 0            | 0            | 2      | 1      | 1      |
| Champions League         | 13    | 6       | 4       | 2       | 6            | 5            | 1            | 14     | 9      | 5      |
| Campionato mondiale 2016 | 8     | -       | -       | -       | -            | -            | -            | 5      | 5      | 0      |
| Campionato mondiale 2017 | 6     | -       | -       | -       | -            | -            | -            | 5      | 2      | 3      |
| Totale                   | -     | 20      | 14      | 6       | 20           | 15           | 5            | 54     | 37     | 17     |

G = partite giocate; V = partite vinte; P = partite perse

### Statistiche dei giocatori
| Giocatore     | Campionato | Campionato | Campionato | Campionato | Campionato | Coppa di Turchia | Coppa di Turchia | Coppa di Turchia | Coppa di Turchia | Coppa di Turchia | Champions League | Champions League | Champions League | Champions League | Champions League | Campionato mondiale 2016 | Campionato mondiale 2016 | Campionato mondiale 2016 | Campionato mondiale 2016 | Campionato mondiale 2016 | Campionato mondiale 2017 | Campionato mondiale 2017 | Campionato mondiale 2017 | Campionato mondiale 2017 | Campionato mondiale 2017 | Totale | Totale | Totale | Totale | Totale |
| Giocatore     | P          | PT         | AV         | MV         | BV         | P                | PT               | AV               | MV               | BV               | P                | PT               | AV               | MV               | BV               | P                        | PT                       | AV                       | MV                       | BV                       | P                        | PT                       | AV                       | MV                       | BV                       | P      | PT     | AV     | MV     | BV     |
| ------------- | ---------- | ---------- | ---------- | ---------- | ---------- | ---------------- | ---------------- | ---------------- | ---------------- | ---------------- | ---------------- | ---------------- | ---------------- | ---------------- | ---------------- | ------------------------ | ------------------------ | ------------------------ | ------------------------ | ------------------------ | ------------------------ | ------------------------ | ------------------------ | ------------------------ | ------------------------ | ------ | ------ | ------ | ------ | ------ |
| R. Adams      | 16         | 139        | 95         | 29         | 15         | 0                | 0                | 0                | 0                | 0                | 14               | 154              | 103              | 31               | 20               | 4                        | 32                       | 19                       | 9                        | 4                        | 3                        | 22                       | 18                       | 3                        | 1                        | 37     | 347    | 235    | 72     | 40     |
| S. Aköz       | 25         | 1          | 1          | 0          | 0          | 1                | 0                | 0                | 0                | 0                | 13               | 1                | 1                | 0                | 0                | 5                        | 0                        | 0                        | 0                        | 0                        | 3                        | 0                        | 0                        | 0                        | 0                        | 47     | 2      | 2      | 0      | 0      |
| C. Arısan     | 21         | 75         | 46         | 15         | 14         | 1                | 5                | 3                | 1                | 1                | 1                | 2                | 2                | 0                | 0                | 2                        | 11                       | 8                        | 2                        | 1                        | 3                        | 16                       | 8                        | 6                        | 2                        | 28     | 109    | 67     | 24     | 18     |
| M. Aşçı       | 1          | 0          | 0          | 0          | 0          | 0                | 0                | 0                | 0                | 0                | 0                | 0                | 0                | 0                | 0                | -                        | -                        | -                        | -                        | -                        | -                        | -                        | -                        | -                        | -                        | 1      | 0      | 0      | 0      | 0      |
| H. Baladın    | 24         | 191        | 154        | 14         | 23         | 2                | 9                | 9                | 0                | 0                | 8                | 47               | 39               | 2                | 6                | 1                        | 21                       | 15                       | 3                        | 3                        | 5                        | 54                       | 39                       | 14                       | 1                        | 40     | 322    | 256    | 33     | 33     |
| N. Benli      | 28         | 38         | 8          | 18         | 12         | 2                | 3                | 2                | 1                | 0                | 13               | 3                | 1                | 1                | 1                | 3                        | 3                        | 1                        | 2                        | 0                        | 5                        | 2                        | 0                        | 0                        | 2                        | 51     | 49     | 12     | 22     | 15     |
| T. Bošković   | 25         | 374        | 300        | 40         | 34         | 2                | 34               | 25               | 7                | 2                | 14               | 221              | 178              | 17               | 26               | 4                        | 85                       | 64                       | 14                       | 7                        | 5                        | 96                       | 78                       | 8                        | 10                       | 50     | 810    | 645    | 86     | 79     |
| B. Cansu      | 27         | 171        | 99         | 52         | 20         | 2                | 10               | 4                | 5                | 1                | 5                | 27               | 20               | 5                | 2                | 3                        | 7                        | 5                        | 2                        | 0                        | 5                        | 40                       | 33                       | 5                        | 2                        | 42     | 255    | 161    | 69     | 25     |
| N. Demir      | 27         | 219        | 166        | 16         | 37         | 2                | 13               | 12               | 0                | 1                | 14               | 57               | 44               | 4                | 9                | 4                        | 28                       | 21                       | 1                        | 6                        | 5                        | 13                       | 10                       | 1                        | 2                        | 52     | 330    | 253    | 22     | 55     |
| T. de Menezes | 8          | 74         | 39         | 18         | 17         | 2                | 10               | 10               | 0                | 0                | 11               | 93               | 53               | 29               | 11               | 4                        | 42                       | 26                       | 13                       | 3                        | -                        | -                        | -                        | -                        | -                        | 25     | 219    | 128    | 60     | 31     |
| G. Kayalar    | 27         | 1          | 1          | 0          | 0          | 2                | 0                | 0                | 0                | 0                | 14               | 2                | 1                | 1                | 0                | 4                        | 0                        | 0                        | 0                        | 0                        | 5                        | 0                        | 0                        | 0                        | 0                        | 52     | 3      | 2      | 1      | 0      |
| T. Košeleva   | 17         | 275        | 234        | 28         | 13         | 2                | 38               | 33               | 4                | 1                | 14               | 157              | 133              | 16               | 8                | 4                        | 59                       | 48                       | 5                        | 6                        | 2                        | 17                       | 13                       | 4                        | 0                        | 39     | 546    | 461    | 57     | 28     |
| J. Larson     | 23         | 254        | 201        | 30         | 23         | 1                | 14               | 11               | 1                | 2                | 14               | 140              | 106              | 12               | 22               | 4                        | 42                       | 34                       | 5                        | 3                        | 5                        | 47                       | 40                       | 4                        | 3                        | 47     | 497    | 392    | 52     | 53     |
| M. Ognjenović | 21         | 42         | 23         | 13         | 6          | 1                | 3                | 1                | 1                | 1                | 14               | 32               | 16               | 5                | 11               | 4                        | 22                       | 11                       | 6                        | 5                        | 5                        | 19                       | 11                       | 6                        | 2                        | 45     | 118    | 62     | 31     | 25     |
| A. Özdemir    | 1          | 1          | 1          | 0          | 0          | -                | -                | -                | -                | -                | -                | -                | -                | -                | -                | -                        | -                        | -                        | -                        | -                        | 0                        | 0                        | 0                        | 0                        | 0                        | 1      | 1      | 1      | 0      | 0      |
| G. Yılmaz     | 16         | 39         | 32         | 3          | 4          | 0                | 0                | 0                | 0                | 0                | 2                | 2                | 2                | 0                | 0                | 1                        | 16                       | 10                       | 1                        | 5                        | 1                        | 2                        | 2                        | 0                        | 0                        | 20     | 59     | 46     | 4      | 9      |

P = presenze; PT = punti totali; AV = attacchi vincenti; MV = muri vincenti; BV = battute vincenti